# Pfälzische P 1.I
Die Dampflokomotiven der Gattung P 1I waren Personenzuglokomotiven der Pfalzbahn.

## Beschreibung
Von der Maschinenbaufabrik in Karlsruhe wurden ab 1870 insgesamt 29 Lokomotiven für die Pfalzbahn hergestellt, die unter anderem in Neustadt stationiert wurden. 1870 wurden acht und zwischen 1872 und 1875 21 Exemplare gebaut. Die erste Serie hatte eine überhängende Feuerbüchse mit flachem Deckel der Bauart Belpaire. Die zweite Serie hingegen eine Feuerbüchse mit Decke der Bauart Crampton. Sie wies auch andere für Maschinen aus Karlsruhe typische Merkmale auf. So die Stephensonsteuerung mit Taschenschwinge mit unterbrochener Mittellinie und doppelter Neigung des Schieberkastens. Alle Maschinen wurden in Ludwigshafen und Kaiserslautern umgebaut. Sie bekamen einen größeren Radstand und eine größere, unterstützte Feuerbüchse. Zudem wurde die Höchstgeschwindigkeit auf 75 km/h erhöht. Die Lokomotiven waren mit Schlepptendern der Bauart 2 T 7 ausgestattet.
Die meisten Lokomotiven wurden zu Beginn des 20. Jahrhunderts ausgemustert. Für zwei Exemplare wurden von der Reichsbahn noch die Nummern 34 7401 und 34 7402 vorgesehen, sie wurden allerdings nicht mehr übernommen und 1923 ausgemustert.